# Aristácio I
Aristácio I, Aristaces I (em armênio: Արիստակես Ա; romaniz.: Aristakes I) ou Rostaces I, chamado o Parta (em armênio: Պարթև; romaniz.: Parthev), foi católico de todos os armênios de 320/325 a 327/333. É venerado como um santo. Era filho de Gregório, o Iluminador, o cristianizador do Reino da Armênia e assume a posição de católico em sucessão a seu pai.

## Biografia
Aristácio era o filho mais novo de Gregório, o Iluminador. Nasceu, foi educado e ordenado em Cesareia, na Capadócia. Primeiro coadjutor de seu pai, o sucedeu como católico em 320 ou 325 e consagrou-se em Cesareia. Foi enviado em 325 pelo rei Tirídates III (r. 286–330)  para participar do Primeiro Concílio de Niceia, onde é registrado como "Aristanes" ou "Aristácio". Foi assassinado em Sofena pelo príncipe Tzotes em 327 ou 333, sendo sucedido em suas funções por seu irmão mais velho Vertanes I, o Parto.